# 大同大学 (上海)
大同大学（だいどうだいがく）は、中華民国統治時代の上海にあった私立大学である。1912年3月、胡敦復が率いる清華学堂（清華大学の前身）の元教員らによって創立され、中国の名門私立大学の1つになった。中華人民共和国設立後の1952年、中国共産党政府は他の多くの私立大学とともに大同大学を閉鎖した。大同大学の各学部・教職員・学生は、上海の様々な大学に分割されて統合された。

## 創立

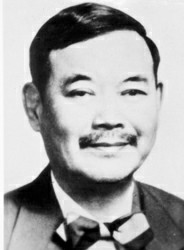
大同大学の創立者で初代学長の胡敦復

1911年4月、アメリカ合衆国政府は、清王朝に対する義和団の乱の賠償金の減額の交換条件として、北京に清華学堂（現在の清華大学）を開校した。その夏、清華学堂の中国人教員11人が、中国での教育を促進するために立達学社を設立した。11人のほとんどが江南地域出身で、胡敦復がそのリーダーであり、他に平海瀾・朱香晩・顧養吾らがいた。1911年11月、立達学社の11人の教員は、大学を管理するアメリカ人との意見の相違により清華学堂を辞任し、北京を離れて上海に向かった。
上海で胡敦復は、聖イグナチオ公学（現 上海市徐匯中学）元校長の馬相伯に招かれ、1905年に馬相伯が設立した復旦公学（現在の復旦大学）の学部長になった。しかし、学生のストライキに遭い、胡敦復はすぐに辞任した。1912年3月、立達学社のメンバーは、胡敦復を学長として上海の南市に大同学院(Utopia School)を創立した。第1期の学生は91人だった。

## 中華民国時代
1922年9月、大同学院は政府から私立大学として認定され、大同大学(Utopia University)に改称した。当時600人の学生が在籍していた。1920年代、大同大学は中国の名門私立大学の1つに発展した。文学部・理学部・経済学部の3つの学部を有し、さらに9つの学科に分けられた。また、付属中学も設立した。キャンパスの面積は90畝で、15棟の建物があった。1920年代の中華民国教育部による上海の6つの主要私立大学の検査報告書では、大同大学と上海大学が最も優れていると称賛された。全国的には、大同大学と天津の南開大学が中国で最高の私立大学と見なされていた。
1937年、日中戦争が勃発し、8月に日本軍が上海を攻撃した。日本の爆撃により大同大学の建物の多くが破壊された。日本が上海の中国人居住地域を占領し、大同大学はフランス租界への移転を余儀なくされた。数度の移転の後、1939年9月に新閘路に落ち着いた。この頃までに、大学と付属中学には2,000人の学生が在籍していた。また、別の中学を設立した。
大学は第二次世界大戦後にさらに拡大し、上海最大の私立大学になった。1948年には、大学に2,700人以上、2つの付属中学に2,500人の学生が在籍していた。4つの学部（元の3つに加えて工学部が設置されていた）に14の学科があった。大同大学の出身者から、後に中国科学院や中国工程院の学者が39人生まれた。

## 廃止
1949年、国共内戦で中国共産党が国民党政府を破り、中華人民共和国が成立した。1952年10月、共産党政府は他の多くの私立大学とともに大同大学を閉鎖した。経済学部は上海財経大学に、文学部は華東師範大学に、理学部は復旦大学に、工学部は分割されて同済大学・上海交通大学・華東化工学院（現 華東理工大学）にそれぞれ統合された。2つの付属中学は、大同中学と五四中学として現存している。
大同大学の創設者である胡敦復は、国民党政府とともに台湾に撤退した。胡敦復は台湾で大同大学の再建を試みたが、失敗した。現在台湾にある大同大学は、上海の大同大学やその関係者とは無関係である。

## 著名な卒業生
- 徐慕云（1900-1974）演劇教育者。
- 顧静徽（1900-1983）物理学者、物理教育者。
- 林迪生（1903-1997）教育者。1921年に英語の勉強のため入学。
- 周煦良（1905-1984）翻訳者および教授、詩人、作家。1920年に入学。
- 何挺穎（1905-1929）革命家。
- 林淡秋（1906-1981）作家および翻訳者。
- 銭臨照（1906-1999）物理学者。
- 許思園（1907-1974）物理学者および翻訳家。
- 顧功叙（1908-1992）地球物理学者。
- 楊承宗（1911-2011）放射線物理学者。
- 葛一虹（1913-2005）演劇理論家、翻訳者。
- 侯毓汾（1913-1999）染料科学者。
- 于光遠（1915-2013）経済学者、哲学者、教育者。
- 殷之文（1919-2006）教育研究者。
- 徐光憲（1920-2015）物理化学者。
- 朱維衡（1919-）電気工学の専門家。
- 陳敬熊（1921-2022）マイクロ波技術の専門家。
- 銭正英（1923-2022）水文学者。
- 周毓麟（1923-2021）数学者。
- 沈天慧（1923-2011）化学者。
- 沈複（1924-2015）化学者。
- 査全性（1925-2019）電気化学者。
- 江樺（1928-）音楽教育者。
- 丁石孫（1927-2019）数学者、政治家。
- 徐志磊（1930-）物理学者。
- 倪嘉纉（1932-）化学者。

### 付属高校
- 傅雷（1908-1966）翻訳家。
- 華君武（1915-2010）漫画家。
- 銭其琛（1928-2017）政治家。
- 曽培炎（1938-）政治家。
- 劉建航（1929-2016）エンジニア。
- 王補宣（1922-2019）物理学者。
- 朱能鴻（1939-）技術者。